# Ala-Buga
L'Ala-Buga (in kirghiso Ала-Буга суусу?, in russo Алабуга?, Alabuga), Arpa nell'alto corso, è un fiume del Kirghizistan, tributario di sinistra del Naryn. Scorre nella Regione di Naryn.

## Descrizione
Il fiume Arpa ha origine nella depressione di Arpin, alle pendici settentrionali dei monti Torugat Tau e scorre verso ovest lungo le pendici meridionali della cresta Camanta (Жаманта). Gira a nord e poi a nord-est con il nome di Ala-Buga fino a sfociare nel Naryn. Ha una lunghezza di 180 km, l'area del suo bacino è di 5 820 km².